# John Lumley-Savile (7e comte de Scarbrough)
Pour l’article homonyme, voir John Lumley-Savile (8e comte de Scarbrough).
John Lumley-Savile, 7e comte de Scarbrough (1761 - 21 février 1835) est un pair britannique, appelé Lumley-Savile de 1807 à 1832. 

## Biographie
Fils cadet de Richard Lumley-Saunderson (4e comte de Scarbrough), il fait ses études au Collège d'Eton et au King's College, à Cambridge, où il obtient une maîtrise en 1782. En novembre 1785, il épouse Anna Maria Herring (décédée en 1850). Il devient prébendaire de York en 1782 et recteur de Thornhill en 1793. Plus tard recteur de Wintringham, il adopte le nom additionnel de Savile en 1807, conformément au testament de son oncle, George Savile (8e baronnet), quand son frère Richard Lumley-Saunderson (6e comte de Scarbrough) hérite du comté et que les domaines de Savile sont transmis à John. 
Il hérite du comté de son frère en 1832. Son fils, John Lumley-Savile (8e comte de Scarbrough) lui succède. 